# يو إف سي 204
يو إف سي 204: بيسبنغ ضد هندرسون 2 (بالإنجليزية: UFC 204: Bisping vs. Henderson 2)‏ هو حدث لفنون القتال المختلطة نظمته يو إف سي، أُقيم في 8 أكتوبر 2016، على مانشستر أرينا في مانشستر، إنجلترا.